# Muhammad Ibn Mahmud Ibn Sebüktigin
Muhammad Ibn Mahmud Ibn Sebüktigin (pełne imię: Dżalal ad-Daula wa-Dżamal al-Milla Abu Ahmad Muhammad Ibn Mahmud Ibn Sebüktigin) (ur. ok. 997, zm. 1041) – sułtan z dynastii Ghaznawidów panujący dwukrotnie, od kwietnia do października 1030 oraz od przełomu 1040/1041 aż do śmierci.
Był synem Mahmuda z Ghazny (998 - 1030). Jego ojciec ożenił go z córkami Karachanidy Jusufa Kadyr-chana (1026-1032) i ostatniego z panujących w Guzganie Farigynidów, Abu Nasra Muhammada. Kiedy ten ostatni umarł w roku 1010/1011 Muhammad został namiestnikiem powyższej prowincji. Kiedy w roku 1018 Mahmud wyprawił się na Kanaudź pozostawił Muhammada jako swojego przedstawiciela w Ghaznie (dzis. Ghazni). Niedługo przed swoją śmiercią Mahmud podzielił imperium pomiędzy Muhammada i jego starszego brata, Masuda (1030-1041). Muhammad miał otrzymać Chorasan, Ghaznę i prowincje indyjskie, zaś Masud niedawno zdobyte prowincje na zachodzie wraz z tytułem sułtana. Tuż przed swoją śmiercią ojciec Muhammada powierzył mu jednak całe imperium. Kiedy zatem Mahmud zmarł w kwietniu 1030 roku Muhammad został osadzony na tronie w Ghaznie. Posiadający większe doświadczenie wojskowe i popularny w armii oraz niektórych kręgach dworskich Masud nie uznał tego faktu. Wywołał bunt w wojskach chorasańskich i pomaszerował na Ghaznę, przy czym wkrótce większość oddziałów i stronników Muhammada przeszła na jego stronę. W październiku 1030 roku Muhammad został zdjęty z tronu i osadzony w twierdzy Mandisz w regionie Ghur, wydaje się jednak że wbrew twierdzeniom niektórych późniejszych źródeł nie został wówczas oślepiony.
Po klęsce pod Dandankanem w maju roku 1040 Masud pod naciskiem niechętnego mu otoczenia wypuścił Muhammada wraz z rodziną i wraz z nim opuścił Ghaznę aby wycofać się do Indii. Decyzja opuszczenia Ghazny była bardzo niepopularna i żołnierze i dworzanie Masuda utracili wiarę w jego przywództwo. Podczas przekraczania Indusu w grudniu 1040 lub styczniu 1041 roku wybuchł przeciwko niemu bunt, a Muhammada zmuszono do objęcia tronu po raz drugi. Masud wkrótce został zabity na rozkaz syna Muhammada, Ahmada, gdyż wydaje się, że to właśnie jego synowie sprawowali w tym czasie rzeczywistą władzę. W tym czasie jednak przebywający w Balchu syn Masuda, Maudud (1041-1050), zajął Ghaznę, a następnie w marcu lub kwietniu 1041 roku pokonał Muhammada w bitwie pod Nangraharem w dolinie rzeki Kabul. Muhammad zginął w bitwie, albo został później zabity wraz z całą rodziną.